# Camera a deriva
La camera a deriva è un particolare tipo di camera proporzionale a multifili in cui informazioni posizionali sulle particelle sono ottenute misurando il tempo necessario a raggiungere l'anodo da parte degli elettroni estratti dalle particelle stesse dagli atomi di gas utilizzato per riempire la camera.